# Nauener Platz (stacja metra)
Nauener Platz – stacja metra w Berlinie na linii U9, w dzielnicach Gesundbrunnen oraz Wedding, w okręgu administracyjnym Mitte. Stacja została otwarta 30 kwietnia 1976.

## Komunikacja
- Metro, linia U9: U Osloer Straße – S+U Rathaus Steglitz
- Autobus, linia 247: U Leopoldplatz – Nordbahnhof[2]
- Autobus, linia 327: U Leopoldplatz – Schönholz[3]

## Wystrój
Początkowo charakterystycznym elementem wystroju stacji były ściany i sufit w kolorach niebieskim, białym i czerwonym. Są to barwy flagi francuskiej i miały nawiązywać do historii dzielnicy Wedding, która w czasie zimnej wojny znajdowała się w sektorze francuskim.